# Dypsis lutescens
Dypsis lutescens – gatunek palmy z rzędu arekowców (Arecales). Występuje endemicznie na Madagaskarze, w prowincjach Antsiranana, Fianarantsoa oraz Toamasina. Można go spotkać między innymi w Parku Narodowym Mananara Nord.
Występuje głównie na obszarach podmokłych wzdłuż piaszczystych wydm na wybrzeżu Oceanu Indyjskiego, ale też jest spotykany na większych wysokościach do 300 m n.p.m.
Głównym zagrożeniem dla tego gatunku jest utrata siedlisk z powodu rozszerzających się obszarów rolniczych oraz w wyniku zbioru roślin w środowisku naturalnym w celu zaopatrywania lokalnych rynków ogrodniczych.